# Droga wojewódzka 751
Die Droga wojewódzka 751 (DW 751) ist eine 55 Kilometer lange Droga wojewódzka (Woiwodschaftsstraße) in der polnischen Woiwodschaft Heiligkreuz, die Suchedniów mit Ostrowiec Świętokrzyski verbindet. Die Strecke liegt im Powiat Skarżyski, im Powiat Kielecki, im Powiat Starachowicki und im Powiat Ostrowiecki.

## Streckenverlauf
Woiwodschaft Heiligkreuz, Powiat Skarżyski
-  Suchedniów (S 7)
- Michniów

Woiwodschaft Heiligkreuz, Powiat Kielecki
- Kopciowiec
-  Bodzentyn (DW 752)
- Dąbrowa Górna

Woiwodschaft Heiligkreuz, Powiat Starachowicki
- Wojciechów
- Jeziorko
- Mirocice
- Baszowice
-  Nowa Słupia (DW 753, DW 756)
- Stara Słupia

Woiwodschaft Heiligkreuz, Powiat Ostrowiecki
- Wałsnów
- Sarnia Zwola
- Czajęcice
- Waśniów
- Strupice
- Śnieżkowice
- Szwarszowice
- Podszkodzie
- Szyby
-  Ostrowiec Świętokrzyski (DK 9, DW 754, DW 755)